# آدم ابوالبشر (نشریه)
آدم ابوالبشر، نشریه‌ای به مدیریت و سردبیری میرزا ابوالحسن‌خان غفاری ملقب به صنیع‌الملک که در دورهٔ قاجار و از سال ۱۳۲۷ق. هفته‌ای یک بار در تهران منتشر می‌شده، محل دفتر آن در خیابان سرچشمه و خانهٔ صنیع‌الملک بوده است. حداقل سه شماره از این نشریه منتشر شده است و در آرشیو دیجتال سازمان اسناد و کتابخانه ملی ایران موجود است.روی جلد این نشریه و زیر عنوان نوشته شده است: «این روزنامه بر بطلان استبداد و اباحه مشروطه از آیات قرآنی و کتب سماوی و نصایح آدم ابوالبشر در اخلاق و سیاسی و ترویج مدارس»؛ در سمت چپ عنوان قیمت آن و حق اشتراک آن نوشته شده است، و در سمت راست مشخصات نشر و تاریخ نشر آمده است. در قسمت مرکزی و بالای عنوان آیهٔ ۳۳ سوم از سورهٔ بقره بدین شرح آمده است: «قَالَ یَا آدَمُ أَنْبِئْهُمْ بِأَسْمَائِهِمْ ۖ فَلَمَّا أَنْبَأَهُمْ بِأَسْمَائِهِمْ قَالَ أَلَمْ أَقُلْ لَکُمْ إِنِّی أَعْلَمُ غَیْبَ السَّمَاوَاتِ وَالْأَرْضِ وَأَعْلَمُ مَا تُبْدُونَ وَمَا کُنْتُمْ تَکْتُمُونَ» که مفهوم آن چنین است: «فرمود: ای آدم، ملائکه را به اسماء این حقایق آگاه‌ساز. چون آگاه ساخت، خدا فرمود: آیا شما را نگفتم که من بر غیب آسمانها و زمین دانا و بر آنچه آشکار و پنهان دارید آگاهم؟»